# 伦佐·桑博
伦佐·桑博（義大利語：Renzo Sambo，1942年1月17日—2009年8月10日），意大利男子赛艇运动员。他曾代表意大利参加1968年和1972年夏季奥林匹克运动会赛艇比赛，其中1968年奥运会获得一枚金牌。